# Ruisseau de Vieulac
Le ruisseau de Vieulac est une rivière du sud de la France. C'est un affluent direct du Tarn en rive droite, donc un sous-affluent de la Garonne.

## Géographie
De 12,8 km de longueur, le ruisseau de Vieulac prend sa source commune de Castanet sous le nom de ruisseau de la Caude  et se jette dans le Tarn en rive droite commune de Rivières sous le nom de ruisseau de Vieulac.

### Communes et cantons traversés
- Tarn : Rivières, Cestayrols, Brens, Senouillac, Castanet, Fayssac, Labastide-de-Lévis.

## Principaux affluents
- Ruisseau de Bésou : 2 km
- Ruisseau de Pré-Long : 5,1 km
- Ruisseau de Gatens : 3,8 km